# Molly of Denali
Molly of Denali ist eine amerikanisch-kanadische Zeichentrickserie. Sie wurde von Atomic Cartoons und WGBH Kids für PBS Kids und CBC Television erstellt und produziert. Die Erstsendung war am 15. Juli 2019.

## Handlung
Die Serie folgt der 10-jährigen Molly, einer Alaska-Ureinwohnerin aus dem fiktiven Dorf Qyah, und ihrer Familie, Freunden und anderen Bewohnern. Ihre Familie leitet den Denali-Handelsposten.